# A feleségem története (film)
A feleségem története Enyedi Ildikó nemzetközi koprodukcióban forgatott romantikus filmdrámája Léa Seydoux, Gijs Naber és Louis Garrel főszereplésével. A forgatókönyvet ugyancsak Enyedi készítette Füst Milán A feleségem története: Störr kapitány feljegyzései című regénye alapján. A film ősbemutatójára 2021. július 14-én került sor a 2021-es cannes-i fesztiválon, ahol az Arany Pálmáért versenyzett. Magyarországon 2021. szeptember 23-án került filmszínházakba a Mozinet forgalmazásában.

## Történet
Európa az 1920-as években: Jakob Störr és egy barátja iszogatás közben fogadást köt, miszerint a holland tengerészkapitány feleségül veszi az első nőt, aki belép a kávézóba. Így ismerkedik meg a szeszélyes francia lánnyal, Lizzyvel, akivel házasságot köt. Ettől kezdve a szeretnivaló, fájdalmasan becsületes Störr élete számos megpróbáltatásnak van kitéve. Figuráján keresztül elemi és drámai módon értjük meg az élet összetettségét, titokzatosságát, törékeny szépségét és megfoghatatlan, uralhatatlan mivoltát.

## Szereplők
- Léa Seydoux – Lizzy (mh: Kurta Niké)
- Gijs Naber – Jakob Störr (mh: Hajduk Károly)
- Louis Garrel – Dedin
- Jasmine Trinca – Viola
- Luna Wedler – Grete
- Romane Bohringer – Lagrange asszony
- Ulrich Matthes – Lange úr (pszichoanalitikus)
- Udo Samel – Voss úr (detektív)
- Simone Coppo – Ridolfi
- Sergio Rubini – Kodor
- Funtek Sándor – Tommy
- Josef Hader – Lange úr
- Nayef Rashed – Habib
- Ralph Berkin – doktor
- Beniamino Brogi – elsőtiszt
- Rujder Vivien – Bunny
- Hajduk Károly – a jegyző
- Simon Kerrison – rendőrtiszt
- Erwin Giese – boltos
- Antolik Árpád – éttermi vendég
- Vanessa Vajda – szőke lány
- Droste Júlia – Zoe
- Aczél Tulián – tengerész
- Paula Donner – barna nő
- Evva Ambrus – rendőrségi jegyző
- Nicolas Gidasewski – rendőrtiszt
- Veres Balázs – kutyás férfi

## Stáblista
- Rendező: Enyedi Ildikó
- Forgatókönyvíró: Enyedi Ildikó
- Operatőr: Rév Marcell
- Vágó: Szalai Károly
- Zeneszerző: Balázs Ádám
- Látványtervező: Láng Imola
- Jelmeztervező: Flesch Andrea
- Hangzástervező: Noemi Hampel
- Főgyártásvezető: Tarr Erika
- Vizuális effektusok tervezője: Klingl Béla
- Fényelő (colorist): Kovács László
- Szereposztó rendező (Magyarország): Ascher Irma
- Szinkronrendező: Báthory Orsolya
- Producer: Mécs Mónika, Mesterházy Ernő, Muhi András, Maren Ade, Jonas Dornbach, Janine Jackowski, Flaminio Zadra
- Gyártó: Inforg-M&M Film, Arte France Cinéma, Dorje Film, Komplizen Film, Pyramide Productions, Palosanto Films[5]

## Gyártása
Tizenéves korában Enyedi Ildikónak egyik meghatározó olvasmánya volt Füst Milán regénye, amely lefegyverző őszinteséggel, időnként félelmetes világossággal szól emberi hibáinkról, ugyanakkor nagy gyengédséggel ábrázolja tökéletlen, kudarcot valló hőseit. E ritka kombinációt érzékelve Enyedi az 1980-as évek óta szerette volna megfilmesíteni a regényt; a forgatókönyv első változata már 1989 tavaszára elkészült. A film mégsem valósulhatott meg, mivel csak évtizedekig zajló huzavona után kapta meg az adaptációhoz szükséges jogokat.
A film fő nyelve az angol, mivel az 1920-as években az volt a tengeri hajózás világszerte elfogadott nyelve, s mert a főhős holland tengerészkapitánynak és francia feleségének ugyancsak ez volt a közös nyelve. Emellett a filmben felhangzik a francia, a német és az olasz is: mindenki azt a nyelvet beszéli, amely az adott helyzetben természetes és hiteles. A magyarországi forgalmazáshoz Báthory Orsolya rendezésével készül magyar szinkron.
A film főbb forgatási helyszínei a fóti Huszárik műterem, Hamburg Speicherstadt negyede, Budapest (Párizs helyettesítve), valamint Málta (tengeri jelenetek) voltak.
Elkészítését támogatta többek között a Magyar Nemzeti Filmalap, az Eurimages, a RAI Cinema és az ARTE. Költségvetése 10 millió euró volt, amelynek 60%-át (1,18 milliárd forint) a Filmalap fedezte, a többit a német, olasz és francia koprodukciós partnerek állták. A forgatókönyv-fejlesztés másfél millió forintba került, az előkészületek pedig további 5 millióba.
A film forgalmazását eredetileg 2020 őszére tervezték, azonban a Covid19-pandémia miatt mind a forgatás, mind pedig az utómunkálatok elhúzódtak.

## Nézettség, bevétel
A nézettségi adatok szerint 30 968 jegyet adtak el rá, és ezzel az eredménnyel mintegy 40 244 944 Ft bevételt termelt a jegypénztáraknál.

## Főbb díjak és jelölések
- 2021: jelölés – Arany Pálma (Cannes-i fesztivál)[5]